# Tobias Vogt (Politiker, 1985)
Tobias Vogt (* 11. Juni 1985 in Heilbronn) ist ein deutscher Politiker (CDU). Er ist seit 2021 Abgeordneter des baden-württembergischen Landtags.

## Leben und Wirken
Nach dem Besuch der Grund- und Hauptschule mit Werkrealschule in Kirchheim am Neckar begann Vogt 2000 eine Ausbildung zum Kfz-Mechaniker im elterlichen Autohaus in Bönnigheim. Er besuchte dazu die Carl-Schaefer-Schule in Ludwigsburg und schloss die Ausbildung nach drei Jahren ab. 2006 folgte die Weiterbildung zum Kfz-Techniker-Meister mit Besuch der Wilhelm-Maybach-Schule Heilbronn, 2008 erfolgte der Abschluss.
2010 begann Vogt ein berufsbegleitendes Studium der Betriebswirtschaften an der Hochschule für Wirtschaft und Umwelt Nürtingen-Geislingen, 2016 schloss er als Bachelor-Betriebswirt ab. Im Anschluss erfolgte an derselben Hochschule ein weiteres berufsbegleitendes Studium in Automotive Management, das er als Master of Arts beendete. 2012 übernahm er die Geschäftsleitung des elterlichen Autohauses, welches in den folgenden Jahren ausgebaut wurde.
Vogt ist evangelisch, verheiratet und hat drei Kinder. Er lebt in Kirchheim am Neckar. Neben seiner Arbeit ist er als Skilehrer tätig.

## Politik
Vogt trat 2008 in die CDU ein, bis zu seinem 35. Geburtstag 2020 war er auch Mitglied der Jungen Union Neckar-Enz. Bei der Kommunalwahl 2019 gewann er ein Mandat im Gemeinderat von Kirchheim am Neckar, er ist dort der einzige CDU-Gemeinderat. Seit 2020 gehört er der Mittelstands- und Wirtschaftsunion an und ist dort Mitglied des Vorstands im Kreisverband Ludwigsburg. Seit 2021 ist Vogt stellvertretender Landesvorsitzender der Mittelstands- und Wirtschaftsunion Baden-Württemberg. Im September 2021 wurde er zum Vorsitzenden des CDU-Stadtverband Bönnigheim-Kirchheim-Erligheim gewählt. Seit November 2023 ist er Landesgeschäftsführer der CDU Baden-Württemberg.
Bei der Landtagswahl 2021 kandidierte Vogt im Wahlkreis Bietigheim-Bissingen und zog über ein Zweitmandat in den Landtag ein.